# Hospital Municipal Raphael de Paula Souza
O Hospital Municipal Raphael de Paula Souza (HMRPS) é um hospital público, vinculado ao Ministério da Saúde, localizado no bairro de Curicica, no Rio de Janeiro. Fundado em 1951, foi inicialmente denominado "Conjunto Sanatorial de Curicica" para atuar como um hospital especializado no tratamento de tuberculose. Suas atividades foram iniciadas em 2 de janeiro de 1952.

## História
O Hospital Municipal Raphael de Paula Souza foi construído durante uma intensificação da luta contra a tuberculose no Brasil com recursos da Campanha Nacional contra a Tuberculose (CNCT). O seu objetivo era tratar dos pacientes infectados e isolá-los para impedir a propagação da doença.
Seu nome vem de uma homenagem feita pelo Serviço Nacional de Tuberculose (SNT) ao professor Raphael de Paula Souza, que foi diretor do SNT e superintendente da CNCT. Na época, o hospital foi renomeado de Sanatório de Curirica para "Sanatório Raphael de Paula Souza".
O edifício foi projetado pelo arquiteto Sérgio Bernardes enquanto chefe do Setor de Arquitetura da Campanha Nacional contra a Tuberculose. O projeto do hospital levou em consideração as necessidades do atendimento à pacientes com tuberculose, sendo desta maneira construído em sistema pavilhonar. Acreditando que a ventilação e insolação eram essenciais para o tratamento de pacientes, o prédio foi concebido visando corredores amplos e áreas bem ventiladas com recebimento de iluminação natural.
Em 1979, os sanatórios vinculados ao Ministério da Saúde tiveram suas atividades expandidas, sendo transformados em hospitais de pneumologia. O então Sanatório Raphael de Paula Souza é renomeado para "Hospital Raphael de Paula Souza"[carece de fontes?] e passa também a tratar outras pneumopatias que estavam sob o interesse do Ministério da Saúde além da tuberculose.